# Villeneuve-lès-Maguelone

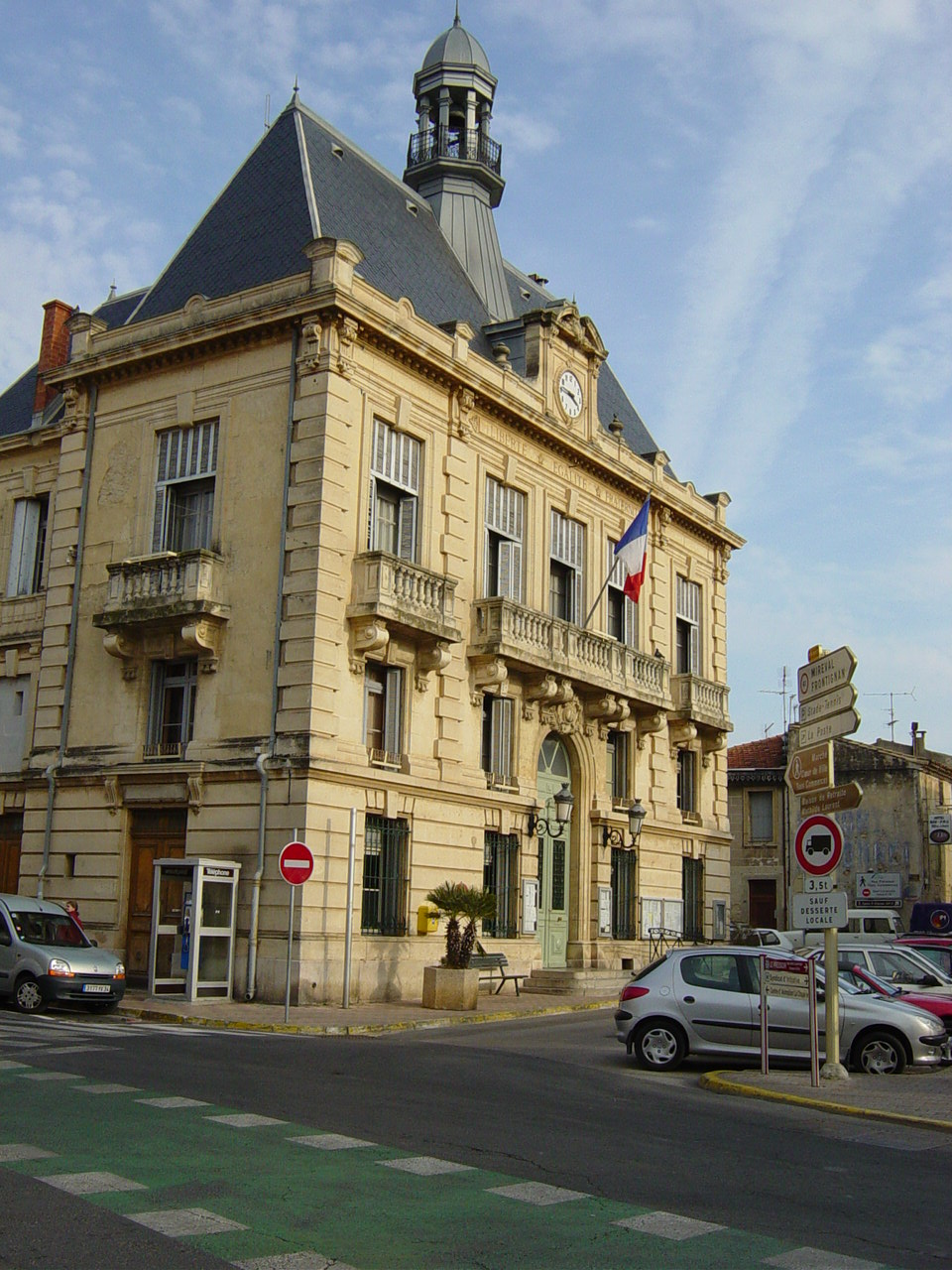
Ratusz w Villeneuve-lès-Maguelone, 2006

Villeneuve-lès-Maguelone – miejscowość i gmina we Francji, w regionie Oksytania, w departamencie Hérault.
Według danych na rok 1990 gminę zamieszkiwało 5081 osób, a gęstość zaludnienia wynosiła 224 osoby/km² (wśród 1545 gmin Langwedocji-Roussillon Villeneuve-lès-Maguelone plasuje się na 59. miejscu pod względem liczby ludności, natomiast pod względem powierzchni na miejscu 319.).

## Populacja

Populacja Villeneuve-lès-Maguelone w latach 1962-2008